# 上原美喜子
上原 美喜子（うえはら みきこ、1981年3月11日 - ）は日本のヴァイオリニスト。

## 来歴
ピアニストでDAAD奨学生だった両親、父上原興隆（桐朋学園大学講師、シューマンコンクール3位）、母上原麗子（洗足学園大学講師、ジュネーヴ国際コンクール銅メダルとモーツァルト賞受賞）の音楽一家に育つ。
1990年、全日本学生音楽コンクール東京大会において4年生で第2位。江藤俊哉に師事し、妻アンジェラと共にヴァイオリンのレッスンを受け始めた。
1993年女子学院中学校入学。1996年高校一年で第一回江藤俊哉ヴァイオリンコンクール・ジュニア部門に於いて第一位獲得。江藤俊哉70歳バースデーコンサートのソリストに数多くの門下生から1抜擢され、千住真理子と共演した。
桐朋学園大学に進む。2004年江藤俊哉ヴァイオリンコンクール・ヤング部門にて再び優勝。
クリスティアン・テツラフにシベリウスのコンチェルトを評価され、ロサンジェルスで集中的にレッスンを受ける。オーストリアに3年留学し研鑽を積む。
日本ではオペラシティなどでリサイタル、コンサートに出演。